# Susanne Celik
Susanne Celik (* 6. Dezember 1994) ist eine schwedische Tennisspielerin.

## Karriere
Celik, die im Alter von acht Jahren mit dem Tennissport begann, bevorzugt laut ITF-Profil Sandplätze.
Bislang gewann Celik sieben Einzel- und vier Doppeltitel auf Turnieren des ITF Women’s Circuit.
2015 wurde sie erstmals für die schwedische Fed-Cup-Mannschaft nominiert. Die fünf Partien, die sie bislang bestritten hat, hat sie allesamt verloren.
Celik wurde von Ende Oktober 2017 bis Mitte Juli 2018 nicht in den Weltranglisten geführt. Nach diversen Verletzungen und Operationen kam Celik im Juli 2018 beim 25.000 Us-Dollar-Turnier von Ystad zurück auf die Tour.

## Turniersiege

### Einzel
| Nr. | Datum          | Turnier             | Kategorie   | Belag     | Finalgegnerin      | Ergebnis      |
| --- | -------------- | ------------------- | ----------- | --------- | ------------------ | ------------- |
| 1.  | 23. Juni 2013  | Scharm asch-Schaich | ITF $10.000 | Hartplatz | Pia König          | 6:4, 6:0      |
| 2.  | 11. Mai 2014   | Incheon             | ITF $25.000 | Hartplatz | Han Xinyun         | 4:6, 6:3, 6:4 |
| 3.  | 1. Juni 2014   | Scharm asch-Schaich | ITF $10.000 | Hartplatz | Ola Abou Zekry     | 6:1, 6:2      |
| 4.  | 3. April 2016  | Kōfu                | ITF $25.000 | Hartplatz | Zhu Lin            | 7:63, 6:3     |
| 5.  | 10. April 2016 | Changwon            | ITF $25.000 | Hartplatz | Kristie Ahn        | 6:2, 6:0      |
| 6.  | 25. Juni 2016  | Ystad               | ITF $25.000 | Sand      | Oqgul Omonmurodova | 6:1, 6:3      |
| 7.  | 3. Juli 2016   | Helsingborg         | ITF $25.000 | Sand      | Daniela Seguel     | 6:4, 6:2      |

### Doppel
| Nr. | Datum            | Turnier             | Kategorie   | Belag             | Partnerin        | Finalgegnerinnen                              | Ergebnis  |
| --- | ---------------- | ------------------- | ----------- | ----------------- | ---------------- | --------------------------------------------- | --------- |
| 1.  | 2. November 2013 | Stockholm           | ITF $10.000 | Hartplatz (Halle) | Donika Bashota   | Emma Ek Zuzana Luknárová                      | 6:1, 6:4  |
| 2.  | 29. März 2014    | Antalya             | ITF $10.000 | Hartplatz         | Kotomi Takahata  | Barbora Krejčíková İpek Soylu                 | 6:4, 6:3  |
| 3.  | 31. Mai 2014     | Scharm asch-Schaich | ITF $10.000 | Hartplatz         | Eleni Kordolaimi | Sabrina Bamburc Arabela Fernández Rabener     | 6:1, 7:62 |
| 4.  | 7. Juni 2014     | Scharm asch-Schaich | ITF $10.000 | Hartplatz         | Eleni Kordolaimi | Elena-Teodora Cadar Arabela Fernández Rabener | 7:5, 6:2  |